# Lawrence County, Illinois
Lawrence County är ett administrativt område i delstaten Illinois, USA, med 16 833 invånare. Den administrativa huvudorten (county seat) är Lawrenceville. 

## Geografi
Enligt United States Census Bureau har countyt en total area på 968 km². 963 km² av den arean är land och 5 km² är vatten.

### Angränsande countyn
- Crawford County - nord
- Knox County, Indiana - öst
- Wabash County - syd
- Richland County - väst